# Taufbecken Notre-Dame (Vétheuil)

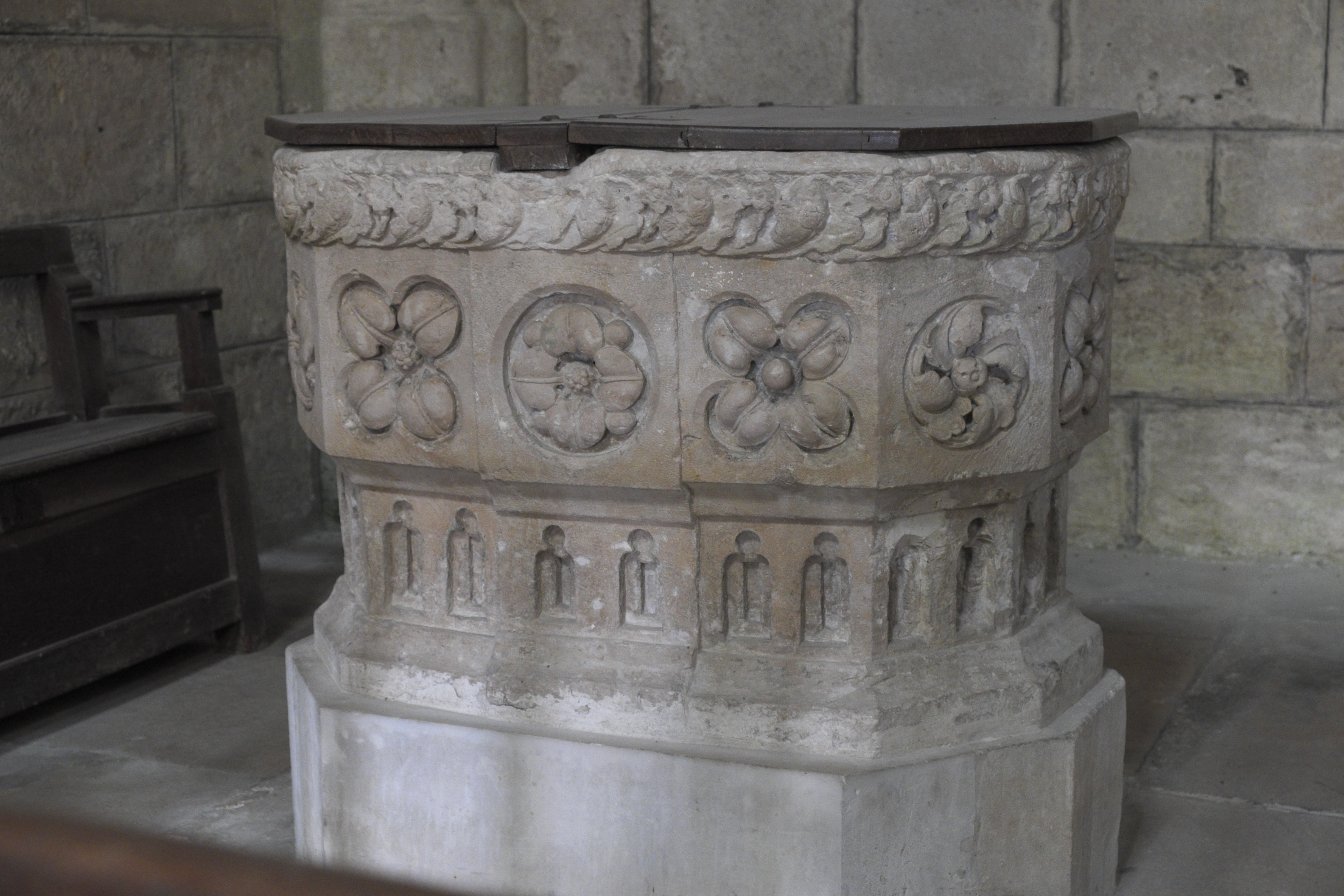
Taufbecken in Vétheuil

Das Taufbecken in der katholischen Kirche Notre-Dame in Vétheuil, einer französischen Gemeinde im Département Val-d’Oise in der Region Île-de-France, wurde in der ersten Hälfte des 13. Jahrhunderts geschaffen. Im Jahr 1845 wurde das gotische Taufbecken als Monument historique in die Liste der geschützten Objekte (Base Palissy) in Frankreich aufgenommen.
Das Taufbecken aus Stein ist mit großen Rosetten skulptiert.